# Герасимов, Фёдор Максимович
Фёдор Максимович Герасимов (08.06.1908 — 1991) — советский учёный (оптик и механик), лауреат Ленинской премии.
Специалист в области создания уникального оборудования для изготовления дифракционных решёток.

## Биография
Родился в деревне Пухново Велижского уезда Смоленской губернии (в настоящее время — Куньинский район Псковской области).
После окончания Пухновской семилетней школы работал в Ленинграде на различных предприятиях.
В 1936 году окончил физический факультет ЛГУ.
В 1934—1950 — ассистент, научный сотрудник Государственного оптического института (ГОИ). С 1950 года начальник лаборатории дифракционных решёток ГОИ.
Кандидат физико-математических наук (1939, «Исследование явлений Зеемана на линиях церия»). Доктор технических наук (1968).
.
Участник Великой Отечественной войны с августа 1941 года, капитан, артиллерист. Воевал на Ленинградском, Волховском, 1-м Украинском фронтах.

## Награды
Награждён орденами Отечественной войны 1 и 2 степеней, орденом Красной Звезды (1944), орденом «Знак Почёта» (1953), орденом Трудового Красного Знамени (1959), орденом Октябрьской Революции (1971), медалями «За боевые заслуги» (1943), «За оборону Ленинграда» (1943), «За победу над Германией в Великой Отечественной войне 1941—1945 гг.» (1945).
Ленинская премия 1958 года (совместно с Д. П. Чехматаевым) — за работы по созданию машин для нарезания дифракционных решёток, разработку технологии их изготовления и производство решёток для предприятий оптической промышленности.